# Sportverein Darmstadt 1898 1994-1995
Questa voce raccoglie le informazioni riguardanti lo Sportverein Darmstadt 1898 nelle competizioni ufficiali della stagione 1994-1995.

## Stagione
Nella stagione 1994-1995 il Darmstadt, allenato da Gerhard Kleppinger, concluse il campionato di Regionalliga sud all'11º posto.

## Rosa
| N. |                     | Ruolo | Calciatore          |
| -- | ------------------- | ----- | ------------------- |
| 4  | Germania (bandiera) | D     | Thomas Schmidt      |
|    | Germania (bandiera) | P     | Dieter Heimen       |
|    | Germania (bandiera) | D     | Torsten Chmielewski |
|    | Germania (bandiera) | D     | Claas Junge-Kaiser  |
|    | Germania (bandiera) | D     | Gerhard Kleppinger  |
|    | Germania (bandiera) | C     | Volker Berg         |
|    | Germania (bandiera) | C     | Frank Gondolph      |
|    | Germania (bandiera) | C     | Tim Gutberlet       |

| N. |                     | Ruolo | Calciatore       |
| -- | ------------------- | ----- | ---------------- |
|    | Germania (bandiera) | C     | Markus Koch      |
|    | Germania (bandiera) | C     | Jens Krinke      |
|    | Germania (bandiera) | C     | Markus Old       |
|    | Germania (bandiera) | C     | Thomas Straschil |
|    | Nigeria (bandiera)  | A     | Collins Etebu    |
|    | Germania (bandiera) | A     | Timo Leifermann  |
|    | Germania (bandiera) | A     | Thomas Weiß      |

## Organigramma societario
Area tecnica
- Allenatore: Gerhard Kleppinger
- Allenatore in seconda:
- Preparatore dei portieri:
- Preparatori atletici:
- Analisi video:

## Calciomercato

### Sessione estiva
| Acquisti | Acquisti      | Acquisti                 | Acquisti |
| R.       | Nome          | da                       | Modalità |
| -------- | ------------- | ------------------------ | -------- |
| C        | Volker Berg   | SV Südwest Ludwigshafen  |          |
| A        | Collins Etebu | Egelsbach                |          |
| C        | Tim Gutberlet | Arminia Bielefeld        |          |
| A        | Thomas Weiß   | Eintracht Francoforte II |          |

| Cessioni | Cessioni          | Cessioni        | Cessioni |
| R.       | Nome              | a               | Modalità |
| -------- | ----------------- | --------------- | -------- |
| C        | Marcel Baban      | Timișoara       |          |
| C        | Martin Kowalewski | FSV Francoforte |          |
| C        | Frank Lerch       | Wehen Wiesbaden |          |
| C        | Stefan Malz       | VfR Mannheim    |          |
| C        | Dietmar Rompel    | FSV Francoforte |          |

### Sessione invernale
| Acquisti | Acquisti    | Acquisti          | Acquisti |
| R.       | Nome        | da                | Modalità |
| -------- | ----------- | ----------------- | -------- |
| C        | Markus Koch | Kickers Offenbach |          |
| C        | Jens Krinke | Egelsbach         |          |

| Cessioni | Cessioni | Cessioni | Cessioni |
| R.       | Nome     | a        | Modalità |
| -------- | -------- | -------- | -------- |

## Risultati

### Regionalliga

#### Girone di andata
| 30 luglio 1994, ore 15:00 CEST 1ª giornata | Rot-Weiss Francoforte | 2 – 1 | Darmstadt |  |

| 7 agosto 1994, ore 15:00 CEST 2ª giornata | Darmstadt | 1 – 1 | Wehen |  |

| 13 agosto 1994, ore 15:00 CEST 3ª giornata | Ludwigsburg | 3 – 0 | Darmstadt |  |

| 21 agosto 1994, ore 15:00 CEST 4ª giornata | Darmstadt | 1 – 3 | Ditzingen |  |

| 28 agosto 1994, ore 15:00 CEST 5ª giornata | VfR Mannheim | 1 – 1 | Darmstadt |  |

| 2 settembre 1994, ore 18:00 CEST 6ª giornata | Darmstadt | 1 – 0 | Augusta |  |

| 9 settembre 1994, ore 18:00 CEST 7ª giornata | Lohhof | 1 – 1 | Darmstadt |  |

| 16 settembre 1994, ore 18:00 CEST 8ª giornata | Darmstadt | 1 – 1 | Bayern Monaco II |  |

| 25 settembre 1994, ore 15:00 CEST 9ª giornata | Kickers Offenbach | 1 – 2 | Darmstadt |  |

| 9 ottobre 1994, ore 15:00 CET 10ª giornata | Darmstadt | 3 – 2 | Hessen Kassel |  |

| 16 ottobre 1994, ore 15:00 CET 11ª giornata | Kickers Stoccarda | 4 – 2 | Darmstadt |  |

| 20 ottobre 1994, ore 15:00 CET 12ª giornata | Darmstadt | 3 – 3 | Fürth |  |

| 29 ottobre 1994, ore 15:00 CET 13ª giornata | Vestenbergsgreuth | 4 – 2 | Darmstadt |  |

| 5 novembre 1994, ore 15:00 CET 14ª giornata | Darmstadt | 0 – 2 | Ulma |  |

| 13 novembre 1994, ore 15:00 CET 15ª giornata | Darmstadt | 4 – 0 | Reutlingen |  |

| 18 dicembre 1994, ore 15:00 CET 16ª giornata | Egelsbach | 0 – 2 | Darmstadt |  |

| 3 dicembre 1994, ore 15:00 CET 17ª giornata | Darmstadt | 1 – 1 | Unterhaching |  |

#### Girone di ritorno
| 11 dicembre 1994, ore 15:00 CET 18ª giornata | Darmstadt | 5 – 1 | Rot-Weiss Francoforte |  |

| 12 aprile 1995, ore 18:00 CEST 19ª giornata | Wehen | 1 – 1 | Darmstadt |  |

| 4 marzo 1995, ore 15:00 CET 20ª giornata | Darmstadt | 1 – 2 | Ludwigsburg |  |

| 12 marzo 1995, ore 15:00 CET 21ª giornata | Ditzingen | 1 – 0 | Darmstadt |  |

| 19 marzo 1995, ore 15:00 CET 22ª giornata | Darmstadt | 2 – 0 | VfR Mannheim |  |

| 25 marzo 1995, ore 15:00 CET 23ª giornata | Augusta | 2 – 3 | Darmstadt |  |

| 1º aprile 1995, ore 15:00 CEST 24ª giornata | Darmstadt | 1 – 0 | Lohhof |  |

| 7 aprile 1995, ore 18:00 CEST 25ª giornata | Bayern Monaco II | 0 – 5 | Darmstadt |  |

| 17 aprile 1995, ore 15:00 CEST 26ª giornata | Darmstadt | 2 – 0 | Kickers Offenbach |  |

| 22 aprile 1995, ore 15:00 CEST 27ª giornata | Hessen Kassel | 2 – 1 | Darmstadt |  |

| 29 aprile 1995, ore 15:00 CEST 28ª giornata | Darmstadt | 0 – 3 | Kickers Stoccarda |  |

| 5 maggio 1995, ore 18:00 CEST 29ª giornata | Fürth | 4 – 1 | Darmstadt |  |

| 12 maggio 1995, ore 18:00 CEST 30ª giornata | Darmstadt | 0 – 1 | Vestenbergsgreuth |  |

| 20 maggio 1995, ore 15:00 CEST 31ª giornata | Ulma | 3 – 0 | Darmstadt |  |

| 25 maggio 1995, ore 15:00 CEST 32ª giornata | Reutlingen | 1 – 1 | Darmstadt |  |

| 28 maggio 1995, ore 15:00 CEST 33ª giornata | Darmstadt | 0 – 0 | Egelsbach |  |

| 3 giugno 1995, ore 15:00 CEST 34ª giornata | Unterhaching | 3 – 0 | Darmstadt |  |

## Statistiche

### Statistiche di squadra
| Competizione     | Punti | In casa | In casa | In casa | In casa | In casa | In casa | In trasferta | In trasferta | In trasferta | In trasferta | In trasferta | In trasferta | Totale | Totale | Totale | Totale | Totale | Totale | DR |
| Competizione     | Punti | G       | V       | N       | P       | Gf      | Gs      | G            | V            | N            | P            | Gf           | Gs           | G      | V      | N      | P      | Gf     | Gs     | DR |
| ---------------- | ----- | ------- | ------- | ------- | ------- | ------- | ------- | ------------ | ------------ | ------------ | ------------ | ------------ | ------------ | ------ | ------ | ------ | ------ | ------ | ------ | -- |
| Regionalliga sud | 42    | 17      | 7       | 5       | 5       | 26      | 20      | 17           | 4            | 4            | 9            | 23           | 33           | 34     | 11     | 9      | 14     | 49     | 53     | -4 |
| Totale           | 42    | 17      | 7       | 5       | 5       | 26      | 20      | 17           | 4            | 4            | 9            | 23           | 33           | 34     | 11     | 9      | 14     | 49     | 53     | -4 |

### Andamento in campionato
| Giornata  | 1  | 2  | 3  | 4  | 5  | 6  | 7  | 8  | 9  | 10 | 11 | 12 | 13 | 14 | 15 | 16 | 17 | 18 | 19 | 20 | 21 | 22 | 23 | 24 | 25 | 26 | 27 | 28 | 29 | 30 | 31 | 32 | 33 | 34 |
| --------- | -- | -- | -- | -- | -- | -- | -- | -- | -- | -- | -- | -- | -- | -- | -- | -- | -- | -- | -- | -- | -- | -- | -- | -- | -- | -- | -- | -- | -- | -- | -- | -- | -- | -- |
| Luogo     | T  | C  | T  | C  | T  | C  | T  | C  | T  | C  | T  | C  | T  | C  | C  | T  | C  | C  | T  | C  | T  | C  | T  | C  | T  | C  | T  | C  | T  | C  | T  | T  | C  | T  |
| Risultato | P  | N  | P  | P  | N  | V  | N  | N  | V  | V  | P  | N  | P  | P  | V  | V  | N  | V  | N  | P  | P  | V  | V  | V  | V  | V  | P  | P  | P  | P  | P  | N  | N  | P  |
| Posizione | 12 | 13 | 17 | 17 | 16 | 13 | 11 | 12 | 11 | 11 | 11 | 12 | 12 | 13 | 12 | 11 | 11 | 9  | 9  | 10 | 11 | 10 | 10 | 9  | 9  | 8  | 8  | 9  | 11 | 11 | 11 | 11 | 11 | 11 |

Legenda:

Luogo: C = Casa; T = Trasferta. Risultato: V = Vittoria; N = Pareggio; P = Sconfitta.